# Collyris brevipennis
Collyris brevipennis (лат.) — вид жуков-скакунов рода Collyris из подсемейства Cicindelinae (триба Collyridini). Южная Азия.

## Распространение
Встречаются в Южной Азии: Индия.

## Описание
Жуки-скакуны среднего и крупного размера с крупными глазами (19—24 мм). Напоминает вид Collyris dohrni; цвет ярко-синий; переднеспинка довольно длинная и не очень толстая, медиальная часть не заметно отличается от базальной; вертлуги целиком и голени частично светлые. Тело тонкое стройное, ноги длинные. Верхняя губа трапециевидной формы с 7 зубцами, 2 крайние отделены от центральной группы глубокой выемкой. Переднеспинка удлинённая. Надкрылья узкие. Задние крылья развиты, при опасности взлетают. Обитают на стволах деревьев и кустарников. Биология и жизненный цикл малоизучены.

## Классификация
Вид был впервые описан в 1901 году по типовым материалам из Индии (Бомбей). Также рассматривался в качестве подвида Collyris longicollis brevipennis. Валидный статус подтверждён в ходе ревизии, проведённой в 1994 году французским энтомологом Roger Naviaux (1926—2016).